# Roy Thinnes
Roy Thinnes (Chicago, 6 april 1938) is een Amerikaans acteur.

## Biografie
Thinnes wilde toen hij nog jong was arts en/of footballspeler worden maar toen hij ging werken op een radiostation kwam hij in aanraking met entertainment en was verkocht. Hij deed daar van alles zoals onderhoud en diskjockey. Hierdoor kreeg hij de liefde voor het acteren en nadat hij zijn dienst had vervuld in het leger kwam hij na een omweg in New York uit in Los Angeles waar hij begon met het acteren. Thinnes heeft zijn highschool doorlopen aan de Los Angeles City College.
Thinnes begon in 1957 met acteren in de televisieserie Cavalcade of America. Hierna heeft hij nog meerdere rollen gespeeld in televisieseries en films zoals General Hospital (1965), The Invaders (1967-1968), The Hindenburg (1975), Falcon Crest (1982-1983), Dark Shadows (1991) en A Beautiful Mind (2001).

### Huwelijken
Thinnes is in het verleden twee keer getrouwd geweest, en uit het tweede huwelijk heeft hij twee kinderen. In 1987 is hij opnieuw getrouwd, en hieruit heeft hij ook twee kinderen. 

## Filmografie

### Films
Selectie:
- 2001 A Beautiful Mind – als gouverneur
- 1977 Code Name: Diamond Head – als Johnny Paul
- 1975 The Hindenburg – als Martin Vogel
- 1974 Airport 1975 – als Urias
- 1959 The FBI Story – als gast op feest

### Televisieseries
Uitgezonderd eenmalige gastrollen.
- 1996 – 2001 The X-Files – als Jeremiah Smith – 3 afl.
- 1991 Dark Shadows – als eerwaarde Roger Collins – 12 afl.
- 1982 – 1983 Falcon Crest – als Nick Hogan – 20 afl.
- 1980 From Here to Eternity – als majoor Dana Holmes – 11 afl.
- 1978 Battlestar Galactica – als Croft – 2 afl.
- 1970 – 1971 The Psychiatrist – als dr. James Whitman – 7 afl.
- 1967 – 1968 The Invaders – als David Vincent – 43 afl.
- 1965 – 1966 The Long Hot Summer – als Ben Quick – 26 afl.
- 1965 General Hospital – als dr. Phil Brewer – 2 afl.
- 1964 The Reporter – als Lee Roberts – 2 afl.

- Biblioteca Nacional de España: XX1737684
- Bibliothèque nationale de France: cb13954512h (data)
- Gemeinsame Normdatei: 1128253038
- International Standard Name Identifier: 0000 0001 1933 7939
- Library of Congress Control Number: no2009045281
- Nationale bibliotheek van Australië: 35230051
- Nationale Bibliotheek van Polen: a0000001276320
- Système universitaire de documentation: 132300249
- Trove: 874093
- Virtual International Authority File: 39568178
- WorldCat: E39PBJw93TqdYGKcRKthCGVV4q